# Coppa delle Coppe 1974-1975 (pallacanestro maschile)
La Coppa delle Coppe 1974-1975 di pallacanestro maschile venne vinta dalla Spartak Leningrado.

## Risultati

### Primo turno
| Squadra 1         | Totale    | Squadra 2                | Andata | Ritorno |
| ----------------- | --------- | ------------------------ | ------ | ------- |
| Raak Punch        | 71 - 74   | AEK Atene                | 0-2*   | 71-72   |
| Maccabi Ramat Gan | 196 - 168 | Soma Vienna              | 113-80 | 83-88   |
| Honvéd            | 173 - 159 | Şekerspor                | 89-67  | 84-92   |
| Gezira SC         | 105 - 181 | Joventut Schweppes       | 51-69  | 54-112  |
| T71 Dudelange     | 129 - 148 | Dukla Olomouc            | 61-76  | 68-72   |
| Embassy All-Stars | 161 - 148 | 04 Leverkusen            | 77-65  | 84-83   |
| Federale Lugano   | 176 - 202 | Racing Thorens Antwerpen | 86-99  | 90-103  |
| Solna IF          | 175 - 114 | Playboys Espoo           | 87-57  | 88-57   |

### Ottavi di finale
| Squadra 1                | Totale    | Squadra 2            | Andata  | Ritorno |
| ------------------------ | --------- | -------------------- | ------- | ------- |
| AEK Atene                | 146 - 159 | CSKA Sofia           | 87-85   | 59-74   |
| Maccabi Ramat Gan        | 176 - 182 | Sinudyne Bologna     | 114-94  | 62-88   |
| Honvéd                   | 163 - 170 | Joventut Schweppes   | 83-96   | 80-74   |
| Dukla Olomouc            | 152 - 183 | Jugoplastika Spalato | 82-84   | 70-99   |
| Embassy All-Stars        | 181 - 241 | Moderne Le Mans      | 100-127 | 81-114  |
| Racing Thorens Antwerpen | 178 - 148 | Solna IF             | 98-67   | 80-81   |

Stella Rossa Belgrado e Spartak Leningrado qualificate automaticamente ai quarti.

### Quarti di finale

#### Gruppo A
|    | Squadra                  | G | V | P | PF  | PS  | Dif | P.ti |
| -- | ------------------------ | - | - | - | --- | --- | --- | ---- |
| 1. | Stella Rossa Belgrado    | 3 | 3 | 0 | 547 | 507 | +40 | 6    |
| 2. | CSKA Sofia               | 3 | 1 | 2 | 429 | 442 | -13 | 4    |
| 3. | Racing Thorens Antwerpen | 3 | 1 | 2 | 470 | 493 | -23 | 4    |
| 4. | Joventut Schweppes       | 3 | 1 | 2 | 457 | 461 | -4  | 4    |

#### Gruppo B
|    | Squadra              | G | V | P | PF  | PS  | Dif | P.ti |
| -- | -------------------- | - | - | - | --- | --- | --- | ---- |
| 1. | Spartak Leningrado   | 3 | 3 | 0 | 497 | 427 | +70 | 6    |
| 2. | Jugoplastika Spalato | 3 | 2 | 1 | 472 | 474 | -2  | 5    |
| 3. | Sinudyne Bologna     | 3 | 1 | 2 | 467 | 469 | -2  | 4    |
| 4. | Moderne Le Mans      | 3 | 0 | 3 | 444 | 510 | -66 | 3    |

|  | Qualificate alle semifinali |
|  | Eliminata                   |

### Semifinali
| Squadra 1            | Totale    | Squadra 2             | Andata | Ritorno |
| -------------------- | --------- | --------------------- | ------ | ------- |
| CSKA Sofia           | 136 – 143 | Spartak Leningrado    | 57–64  | 69–79   |
| Jugoplastika Spalato | 151 – 157 | Stella Rossa Belgrado | 88–76  | 63–81   |

### Finale
| Squadra 1          | Risultato | Squadra 2             |
| ------------------ | --------- | --------------------- |
| Spartak Leningrado | 63 - 62   | Stella Rossa Belgrado |

| Coppa delle Coppe 1974-1975  |
| ---------------------------- |
| Spartak Leningrado 2º titolo |

## Formazione vincitrice
| N° | Naz.                        | Ruolo | Sportivo            |  | Alt. |  |
| -- | --------------------------- | ----- | ------------------- |  | ---- |  |
| 5  | Unione Sovietica (bandiera) | P     | Jurij Pavlov        |  |      |  |
| 6  | Unione Sovietica (bandiera) | P     | Aleksandr Bol'šakov |  |      |  |
| 8  | Unione Sovietica (bandiera) |       | Michail Silant'ev   |  |      |  |
| 10 | Unione Sovietica (bandiera) | A     | Andrej Makeev       |  |      |  |
| 11 | Unione Sovietica (bandiera) | A     | Valerij Fjodorov    |  |      |  |
| 12 | Unione Sovietica (bandiera) | A     | Jurij Štukin        |  |      |  |
| 13 | Unione Sovietica (bandiera) | A     | Sergej Kuznetsov    |  |      |  |
| 14 | Unione Sovietica (bandiera) | C     | Aleksandr Belov     |  |      |  |
| 15 | Unione Sovietica (bandiera) | C     | Leonid Ivanov       |  |      |  |
|    | Unione Sovietica (bandiera) | G     | Vladimir Arzamaskov |  |      |  |
|    | Unione Sovietica (bandiera) |       | Vladimir Yakovlev   |  |      |  |
|    | Unione Sovietica (bandiera) |       | Vjacheslav Borodin  |  |      |  |
|    | Unione Sovietica (bandiera) | All.  | Vladimir Kondrašin  |  |      |  |